# Hemithyrsocera acuminata
Hemithyrsocera acuminata är en kackerlacksart som först beskrevs av Tokuichi Shiraki 1931.  Hemithyrsocera acuminata ingår i släktet Hemithyrsocera och familjen småkackerlackor.
Artens utbredningsområde är Taiwan. Inga underarter finns listade i Catalogue of Life.